# Альфред Меген
А́льфред Та́єр Ме́ген (англ. Alfred Thayer Mahan; нар. 27 вересня 1840, Вест-Пойнт, Нью-Йорк, США — пом. 1 грудня 1914, Вашингтон, США) — американський військовий морський теоретик і історик, контр-адмірал (1906 рік), один з засновників геополітики.

## Біографія
Закінчив Військово-морську Академію США (1859 рік).
Отримав звання лейтенанта у 1861 році Брав участь у Громадянській війні 1861—1865 за Північ на кораблях «Конгрес», «Покагонтас», «Джеймс Еджер» та викладав у Військово-морській Академії. У 1865 році він був підвищений до лейтенант-командора, потім до командора (1872 рік), і капітана (1885 рік).
У 1886—1888 і 1892—1893 роках був президентом військово-морського коледжу в Ньюпорті. У 1893—1895 роках командував крейсером «Чикаго», з 1896 року у відставці.
Під час іспансько-американській війни 1898 був членом Морського комітету з питань стратегії, у 1899 році був членом американської делегації на Гаазькій конференції.

## Теорія
Автор праць з великим фактичним матеріалом, які обґрунтовували закономірності воєн. Творець концепції концепцію про співвідношення морської і континентальної сил. 
У 1890 році Меген опублікував «Вплив морської сили на історію. 1660–1783 рр.», а пізніше ще ряд праць на цю тему. Меген ще не вживав самого терміну "геополітика", але суть робіт зверталася саме до цієї галузі.
Політика морських держав, на думку Мегена, мала задовольняти три цілі — необхідність обміну товарами, наявність морського флоту для здійснення обміну, контроль над мережею колоній, яка опосередковувала судноплавство, створюючи безпечні порти.
Меген також виділив 6 умов, що впливали на геополітичний статус держави:
- географічне розміщення;
- фізико-географічні особливості, особливо узбережжя;
- розміри території;
- чисельність населення;
- національний характер;
- політичний устрій.

Під «географічним розміщенням» Меген розглядав насамперед характер узбереж. Географічне положення країни вимагає відповідно або концентрацію морських сил, або їх дифузію. Під національним характером Меген мав на увазі переважаючу ментальність та інші риси, які могли створювати передумови для колонізації територій інших країв. Ще однією теорією Мегена була ідея про переважання морських держав над континентальними.
Поруч із англійським військово-морським теоретиком і істориком Філіпом Говардом Коломбом та Ніколасом Спайкменом обґрунтував теорію «морської могутності». Відповідно до цієї теорії, завоювання панування на морі визнавалося основним законом війни та метою, яка забезпечує перемогу над супротивником та завоювання світового панування. Вважається творцем американського атлантизму.

## Дискусія про флот
Великий резонанс отримала дискусія про вибір стратегії модернізації морського флоту між Альфредом Мегеном і групою вищих морських офіцерів на чолі з капітаном Бредлі Фіском та капітан-лейтенантом Вільямом Сімсом. Проблему маневреності морської ескадри під час бою, на його думку, можна було вирішити за рахунок збільшення кількості великих кораблів з одного-двох до восьми одиниць. Однією з переваг подібної тактики він називав простіше командування ескадрою під час бою, на відміну від командування великою кількістю середніх кораблів. На думку Б. Фіска, 20 000-тонні кораблі - це саме те, що потрібно Сполученим Штатам для досягнення справжньої морської могутності. 
Відповіддю А. Мегена була публікація під назвою «Історичні та інші роздуми, запропоновані битвою Японського моря». Він критикував швидкість, запропоновану Б.Фіском, оскільки будівництво більш швидкісних кораблів не робило великого сенсу, поки інші, старші кораблі, лишаються на службі через неможливість взаємодії, адже сумарна швидкість бойової групи кораблів залежить від максимальної швидкості повільного корабля. У цій роботі А. Меген написав ключову тезу: «стандарти розмірів і як наслідок, швидкість, залежать від того, який корабель закладає твій сусід». Майбутнє американських лінкорів, на думку А. Мегена, полягало б у створенні кораблів з гарматами як великого, так і середнього калібру. Таке поєднання гармат дає більш ефективне використання кораблів у бою. Стосовно подій російсько-японської війни, він вважав поразку російського флоту наслідком переваги у японців гармат середнього калібру приблизно у два рази. Російські кораблі мали перевагу у гарматах великого калібру, але не могли нею скористатись через інтенсивний вогонь середньої артилерії кораблів супротивника. А. Меген скептично ставився до збільшення розмірів кораблів, а також до відмови від артилерії середнього калібру за рахунок збільшення калібру головної артилерії. Збільшення розмірів корабля підвищувало вартість, різко збільшуючи загальний бюджет. Меген не був прихильником кораблів дредноутного типу через відсутність середньої артилерії та великі витрати на будівництво.
В. Сімс вважав головною швидкість ураження противника, а не загальний об'єм вогню, як вважав А. Меген У дискусії щодо подальшого технічного розвитку кораблів американського флоту перемогу отримали прихильники кораблів дредноутного типу. В 1906 був закладений перший дредноут США «Саут Керолайна». Тож «Мічиган» і «Саут Керолайна» зрівнялися з «Дредноутом» за озброєнням, але значно поступалися йому в швидкості. Першим американським дредноутом, який міг повноцінно конкурувати з англійським «Дредноутом», стали «Делавер» і «Норт Дакота», затверджені Конгресом США і запущені у виробництво в 1907 році. Цим розпочалися дредноутні перегони, які стали новою точкою відліку у військово-морському суперництві.